# Botanophila longifurca
Botanophila longifurca este o specie de muște din genul Botanophila, familia Anthomyiidae, descrisă de Fan în anul 1982. Conform Catalogue of Life specia Botanophila longifurca nu are subspecii cunoscute.